# كريس جوليان
كريس جوليان (بالإنجليزية: Chris Julian)‏ هو موسيقي أمريكي، ولد في 12 نوفمبر 1957 في بوسطن في الولايات المتحدة.

## وصلات خارجية
- كريس جوليان على موقع IMDb (الإنجليزية)
- كريس جوليان على موقع قاعدة بيانات الفيلم (الإنجليزية)